# Franz-Friedrich Prinz von Preußen

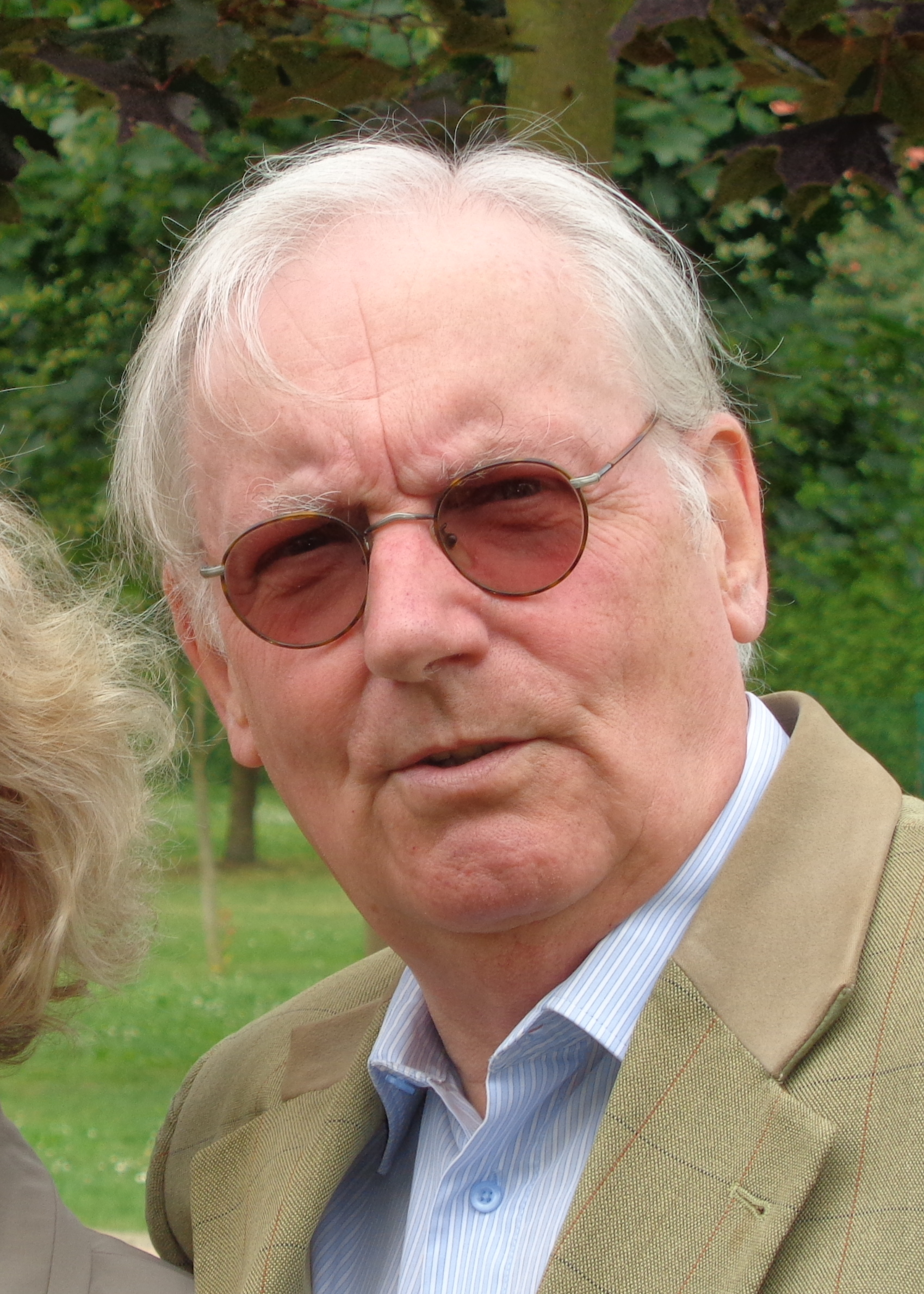
Franz-Friedrich von Preußen (2016)

Franz-Friedrich Maximilian Hans Georg Joachim Ernst Prinz von Preußen (* 17. Oktober 1944 in Grünberg, Provinz Niederschlesien) ist ein deutscher Immobilienunternehmer und Mitglied des Hauses Hohenzollern.

## Leben
Franz-Friedrich ist Sohn von Karl Franz Joseph Prinz von Preußen (1916–1975) und dessen ersten Ehefrau Henriette geb. Prinzessin von Schoenaich-Carolath (1918–1972). Die Ehe wurde 1946 geschieden. Wie sein Bruder Franz Wilhelm Prinz von Preußen ist Franz-Friedrich Enkel von Joachim von Preußen und damit Urenkel des letzten Deutschen Kaisers  Wilhelm II. Seine Großmutter väterlicherseits Marie Auguste und Joachim Ernst von Anhalt waren Geschwister.
Im Dezember 1945 wurde er zu seiner Großmutter geb. Prinzessin Hermine Reuß ältere Linie nach Frankfurt (Oder) gebracht. Die Witwe von Kaiser Wilhelm, Stiefmutter seines Großvaters Prinz Joachim von Preußen, war dort von Marschall Schukow in einem Haus im Paulinenhof festgesetzt worden. Als sie im August 1947 gestorben war und im Antikentempel beigesetzt wurde, war der dreijährige Franz-Friedrich als einziger Hohenzoller zugegen. 1954 kam er zur Witwe von Prinz Hubertus von Preußen, die bei den Fürsten Isenburg-Büdingen untergekommen war. Zur Schule ging er in Büdingen und auf Gut Hemmelmark. Von 1964 bis 1967 machte er eine Banklehre in Wiesbaden.
Danach lebte Prinz von Preußen als Immobilienhändler für 15 Jahre in Hamburg. Nach der Deutschen Vereinigung zog er nach Potsdam. In Bonn gründete er mit zwei Partnern die Prinz von Preussen Grundbesitz AG.
Prinz von Preußen ist in zweiter Ehe mit Susann Genske verheiratet und hat eine Tochter. Mit seiner Frau hat Prinz von Preußen 250 Patenschaften in den Sozialen Hilfen Berlin / Brandenburg übernommen. Er ist stellvertretender Vorsitzender des Vereins zur Pflege schlesischer Kunst und Kultur. Der Verein erhielt 2019 den Kulturpreis Schlesien des Landes Niedersachsen.